# Sequential Manual Transmission

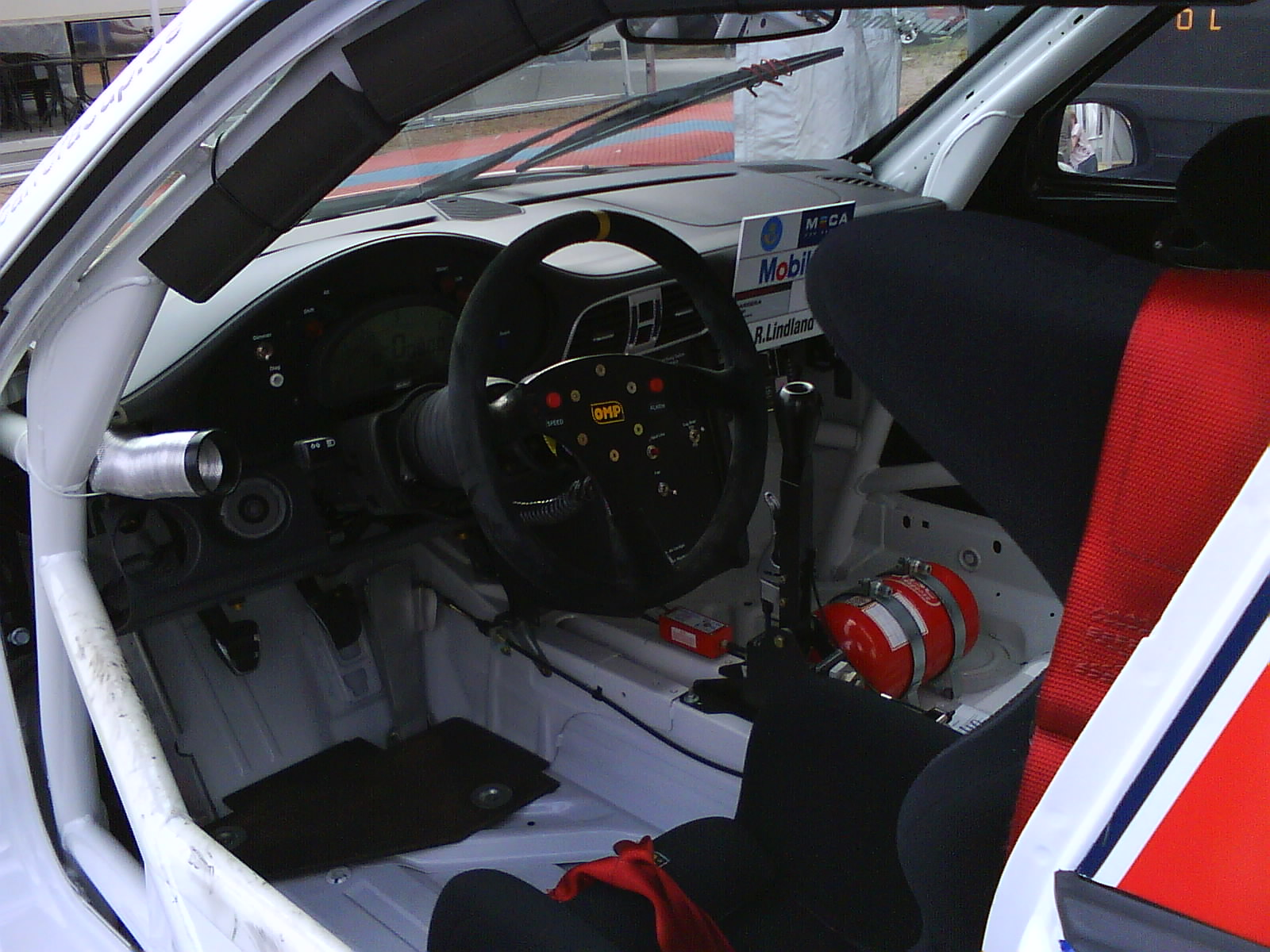
Sekwencyjna skrzynia biegów zastosowana w pojeździe Porsche Carrera Cup Scandinavia

Sequential Manual Transmission w skrócie SMT, jest to sekwencyjna ręczna skrzynia biegów umożliwiająca zmianę biegów bez wciskania sprzęgła. System SMT automatycznie włącza sprzęgło podczas zmiany biegów, dzięki specjalnym siłownikom. SMT stosowana jest np. w pojazdach Formuły 1.